# 褐鏢鱸
褐鏢鱸為輻鰭魚綱鱸形目鱸亞目河鱸科的其中一種，分布於美國阿拉巴馬州Perdido河及佛羅里達州St. Johns河流域，體長可達5.3公分，棲息在植被生長、沙底質的溪流。